# Qualea cyanea
Qualea cyanea är en tvåhjärtbladig växtart som beskrevs av Adolpho Ducke. Qualea cyanea ingår i släktet Qualea och familjen Vochysiaceae. Inga underarter finns listade i Catalogue of Life.